# Célula asesina inducida por citocinas
Las células asesinas inducidas por citocinas o las células CIK son un grupo de células efectoras inmunes que presentan un fenotipo similar a una célula T y una célula asesina natural (NK). Se generan por incubación ex vivo de células mononucleares de sangre periférica (PBMC) o células mononucleares de sangre de cordón con interferón gamma (IFN-γ), anticuerpo anti-CD3, interleucina humana recombinante (IL-)1 e interleucina humana recombinante (IL)-2. 
Por lo general, las células inmunitarias detectan el complejo de histocompatibilidad mayor (MHC) que se presenta en las superficies de las células infectadas, lo que desencadena la liberación de citoquinas y causa lisis o apoptosis. Sin embargo, las células CIK tienen la capacidad de reconocer células infectadas o incluso malignas en ausencia de anticuerpos y MHC, lo que permite una reacción inmune rápida e imparcial. Esto es de particular importancia ya que las células dañinas a las que les faltan marcadores MHC no pueden ser rastreadas y atacadas por otras células inmunitarias, como los linfocitos T. Como característica especial, las células CD3+ CD56+ CIK diferenciadas terminalmente tienen la capacidad de tener citotoxicidad antitumoral tanto restringida por MHC como no restringida por MHC. Estas propiedades, entre otras, hicieron que las células CIK sean atractivas como una terapia potencial para el cáncer y las infecciones virales.
Se ha creado una nueva subclase de células NK tanto in vitro como in vivo. Estas células NK denominadas células asesinas naturales similares a la memoria inducidas por citoquinas se inducen utilizando citoquinas, más comúnmente una mezcla de IL-12, IL-15 e IL-18. Estas citoquinas activan estas células NK para estimular una infección e inducir una respuesta inmune adaptativa. Si se cultivan con células diana, como las dianas tumorales, estas células NK tienen capacidades de memoria y son más adaptables y efectivas para montar una defensa. 

## Nomenclatura
Se les dio el nombre de "asesino inducido por citoquinas" porque el cultivo con ciertas citoquinas es obligatorio para la maduración en células CIK diferenciadas terminalmente. Varias fuentes también los llaman células T similares a las células asesinas naturales debido a su estrecha relación con las células NK. Otros proponen clasificar las células CIK como un subconjunto de células NKT.

## Mecanismo
Se ha demostrado que los linfocitos, cuando se exponen a interferón-gamma, el anticuerpo anti-CD3, la interleucina-1 y la interleucina 2 (IL-2), son capaces de lisar células cancerosas no cultivadas, tanto primarias como metastásicas. Las células CIK responden a estas linfocinas, particularmente IL-2, lisando células tumorales que ya se sabía que eran resistentes a la actividad de las células NK o las células LAK. 
Las células mononucleares de sangre periférica o las células mononucleares de sangre de cordón se extraen de sangre periférica o de sangre de cordón, por ejemplo, mediante extracción de sangre simple. Las células extraídas se exponen ex vivo a interferón-gamma, anticuerpo anti-CD3, interleucina-1 e interleucina-2 en un calendario sensible al tiempo. Estas citoquinas estimulan fuertemente la proliferación y maduración en células CIK. Una vez completada la maduración, las células CIK se transfunden al donante en entornos autólogos oa diferentes receptores en entornos alogénicos. Además, se ha demostrado que las células CIK tienen una expresión relevante de FcγRIIIa (CD16a), que puede explotarse en combinación con mAbs de grado clínico para redirigir su actividad de una manera específica de antígeno. De hecho, el compromiso de CD16a en células CD3+ CD56+ condujo a una potente citotoxicidad mediada por células dependiente de anticuerpos (ADCC) tanto in vitro como in vivo contra el cáncer de ovario.

## Función
El mecanismo de las células CIK es distintivo del de las células asesinas naturales o las células LAK porque pueden lisar las células que las células NK]] y las células LAK no pueden. 
Las células CIK tienen, como característica clave, un fenotipo de células NK T y células NK dobles. Esta combinación única de capacidades de células T y células NK ejerce una potente y ampliamente citotóxica antitumoral no restringida por MHC contra una amplia gama de células cancerosas. Hasta ahora no se conocen completamente los mecanismos exactos de reconocimiento de tumores y la citotoxicidad dirigida de las células CIK. Además del reconocimiento a través de TCR/ CD3, el reconocimiento de tumores de tipo NK está mediado por NKG2D, DNAM-1 y NKp30 dependientes de contacto célula-célula. Estos receptores y marcadores de superficie confieren la capacidad de actuar contra las células que no muestran el mayor complejo de histocompatibilidad, como se ha demostrado por la capacidad de causar lisis en tumores no inmunogénicos, alogénicos y singénicos. Las células tumorales particularmente sólidas y hematológicas tienden a sobreexpresar ligandos NKG2D, lo que las convierte en un objetivo buscado de la citólisis mediada por células CIK. El reconocimiento es específico para las células infectadas con tumores y virus, ya que las células CIK no muestran actividad contra las células sanas.
Se demostró que las Treg inmunomoduladoras inhiben la función de las células CIK.

## Tratamiento para el cáncer
Las células CIK, junto con la administración de IL-2 se han utilizado experimentalmente para tratar el cáncer en ratones y humanos con baja toxicidad. 

### Ensayos clínicos
En un gran número de estudios de fase I y fase II, las células CIK alógenas y autógenas mostraron un alto potencial citotóxico frente a una amplia gama de entidades tumorales variables, mientras que los efectos secundarios fueron solo menores. En muchos casos, el tratamiento con células CIK llevó a remisiones completas de la carga tumoral, prolongó las duraciones de supervivencia y mejoró la [calidad de vida]], incluso en etapas avanzadas de la enfermedad. Actualmente, la utilización del tratamiento con células CIK está restringida a estudios clínicos, pero este enfoque terapéutico también podría beneficiar a los pacientes como modalidad de tratamiento de primera línea en el futuro.

### Registro internacional de células CIK (IRCC)
El registro internacional de células CIK (IRCC) se fundó en 2011 como una organización independiente, dedicada a recopilar datos sobre ensayos clínicos que utilizan células CIK y análisis posteriores para determinar el estado más reciente de la investigación clínica de células CIK. Por lo tanto, un enfoque particular es la evaluación de la eficacia de las células CIK en ensayos clínicos y efectos secundarios.

## Futuras tendencias
En estudios clínicos, los investigadores lograron la transfección de células ex-vivo con genes de citocinas, por ejemplo, IL-2 . Las células CIK modificadas genéticamente mostraron una mayor tasa de proliferación y una mayor toxicidad. Las células CIK transfectadas con genes se aplicaron por primera vez en 1999 para el tratamiento de diez pacientes en estado metastásico de la enfermedad.
Crece la evidencia de que la interacción con las células dendríticas (DC) mejora aún más la eficacia antitumoral de las células CIK y el cultivo conjunto además reduce el número de Tregs dentro del cultivo de células CIK, lo que resulta en una mayor expansión y frecuencia de las células CD3+ CD56+ en la población celular amplificada.
Los estudios in vitro revelaron que las células CIK, redirigidas por receptores de antígenos quiméricos con una especificidad definida por anticuerpos para diferentes antígenos tumorales, mostraron una selectividad y activación mejoradas en las células tumorales presentadoras de antígenos.
La actividad in vitro e in vivo de las células CIK junto con los anticuerpos biespecíficos, la reticulación de las células efectoras citotóxicas con dianas malignas, se mejoró en comparación con las células CIK solas.

## Historia
Las células CIK fueron descritas por primera vez por Ingo GH Schmidt-Wolf en 1991, quien también realizó el primer ensayo clínico con células CIK en el tratamiento de pacientes con cáncer en 1999.